# Campionat d'Espanya de motocròs 2006
La temporada de 2006 del Campionat d'Espanya de motocròs fou la 48a edició d'aquest campionat, organitzat per la Reial Federació Motociclista Espanyola.

## Classificació final

### MX2
| Posició | Pilot                 | Motocicleta | Punts |
| ------- | --------------------- | ----------- | ----- |
| 1       | Carlos Campano        | KTM         | ?     |
| 2       | Xavier Hernández      | ?           | ?     |
| 3       | Francisco José Millán | ?           | ?     |
| 4       | ?                     | ?           | ?     |
| 5       | ?                     | ?           | ?     |
| 6       | ?                     | ?           | ?     |
| 7       | ?                     | ?           | ?     |
| 8       | ?                     | ?           | ?     |
| 9       | ?                     | ?           | ?     |
| 10      | ?                     | ?           | ?     |

### MX1
| Posició | Pilot              | Motocicleta | Punts |
| ------- | ------------------ | ----------- | ----- |
| 1       | Javier García Vico | Honda       | ?     |
| 2       | Alvaro Lozano      | KTM         | ?     |
| 3       | Jonathan Barragán  | ?           | ?     |
| 4       | ?                  | ?           | ?     |
| 5       | ?                  | ?           | ?     |
| 6       | ?                  | ?           | ?     |
| 7       | ?                  | ?           | ?     |
| 8       | ?                  | ?           | ?     |
| 9       | ?                  | ?           | ?     |
| 10      | ?                  | ?           | ?     |

## Categories inferiors
Font:
| Campionat           | Guanyador           | Motocicleta |
| ------------------- | ------------------- | ----------- |
| Júnior 125cc        | José Antonio Butrón | KTM         |
| Cadet 85cc          | Antonio J. Ortuño   | KTM         |
| Trofeu Juvenil 85cc | Jesús Pedrajas      | KTM         |
| Trofeu Alevins 65cc | Iker Larrañaga      | KTM         |